# Addison, Wisconsin
Addison là một thị trấn thuộc quận Washington, tiểu bang Wisconsin, Hoa Kỳ. Năm 2010, dân số của thị trấn này là 3.398 người.